# Cloruro de molibdeno (III)
El cloruro de molibdeno (III) es el compuesto inorgánico con la fórmula MoCl3. Forma cristales de color púrpura. 

## Síntesis y estructura
El cloruro de molibdeno (III) se sintetiza mediante la reducción del cloruro de molibdeno (V) con hidrógeno.  Se obtiene un mayor rendimiento reduciendo el cloruro de molibdeno (V) puro con cloruro de estaño (II) anhidro como agente reductor. 
El tricloruro de molibdeno existe en dos polimorfos: alfa (α) y beta (β). La estructura alfa es similar a la del cloruro de aluminio (AlCl3). En esta estructura, el molibdeno tiene una geometría de coordinación octaédrica y presenta un empaquetamiento cúbico en su estructura cristalina. La estructura beta, sin embargo, presenta un empaquetamiento hexagonal. 

## Complejos de éter
El tricloruro de molibdeno da lugar a complejos de éter MoCl3(thf)3 y MoCl3(Et2O)3. Son sólidos paramagnéticos de color beige. Ambos presentan centros octaédricos de Mo. El complejo de éter dietílico se sintetiza reduciendo una solución de Et2O de MoCl5 con polvo de estaño.  Los procedimientos más antiguos implican una reducción por etapas que permite aislar el complejo Mo(IV)-thf.
El hexa(terc-butoxi)dimolibdeno(III) se prepara mediante la reacción de metátesis salina a partir del MoCl3(thf)3: 
2MoCl3(thf)3 +6LiOBu-t → Mo2(OBu-t)6 +6LiCl+6thf